# Wiktor Skrzynecki
Wiktor Skrzynecki (ur. 28 maja 1945 w Łodzi) – polski reżyser i scenarzysta filmów dokumentalnych i fabularnych, operator filmowy

## Życiorys
W 1971 roku ukończył studia na Wydziale Operatorskim Państwowej Wyższej Szkoły Filmowej, Telewizyjnej i Teatralnej w Łodzi (dyplom w 1974 roku). Po ukończeniu studiów pracował w  Wytwórni Filmów Dokumentalnych w Warszawie jako operator filmowy. W kolejnych latach jako reżyser był członkiem Studia Filmowego „Perspektywa”, współpracował również z Studiem Filmowym „Zebra”. W latach 1979–2022 wyreżyserował 41 filmów dokumentalnych oraz dokumenty fabularyzowane, z których do 26 napisał scenariusz. Był także autorem zdjęć do 35 produkcji dokumentalnych.

## Filmografia
- Mysz (1979) – reżyseria, scenariusz
- Wszystko powiem Lilce! (1984) – reżyseria, scenariusz
- Bez grzechu (1987) – reżyseria, scenariusz
- Trzy dni aby wygrać (1993) – reżyseria, dialogi (odc. 5)
- Trzy szalone zera (1999) – reżyseria
- Felix, Net i Nika oraz Teoretycznie Możliwa Katastrofa (2012) – reżyseria, scenariusz

## Nagrody
- Mysz (fabularny)
  - 1980 – III nagroda na Międzynarodowym Festiwalu Telewizyjnym "Prix Jeunesse International" w Monachium.
  - 1981 – brązowe Poznańskie Koziołki dla najlepszego filmu aktorskiego na Międzynarodowym Festiwalu Filmów Młodego Widza "Ale Kino!" w Poznaniu.
- Wszystko powiem Lilce! (fabularny)
  - 1984 – srebrne Poznańskie Koziołki dla najlepszego filmu aktorskiego na Międzynarodowym Festiwalu Filmów Młodego Widza "Ale Kino!" w Poznaniu
  - 1984 – Nagroda Jury Młodzieżowego w kategorii filmu telewizyjnego na Międzynarodowym Festiwalu Filmowym w Gijón.
- Bidul (spektakl telewizyjny)
  - 1986 – Grand Prix "Poznańskie Koziołki" na Ogólnopolskim Festiwalu Filmów dla Dzieci i Młodzieży w Poznaniu.
- Krysia (dokumentalny)
  - 1990 – Nagroda Specjalna Ośrodka Telewizji Polskiej w Łodzi na Festiwalu Mediów Człowiek w Zagrożeniu w Łodzi.
- Felix, Net i Nika oraz Teoretycznie Możliwa Katastrofa (fabularny)
  - 2012 – Nagroda Główna "Złote Kadry" dla filmu pełnometrażowego na Festiwalu Filmów dla Dzieci i Młodzieży "KinoJazda" w Nowym Sączu.
  - 2013 – Nagroda dla Najlepszego Filmu Fabularnego w kategorii Mixed Media na International Family Film Festival Raleigh Studios w Hollywood
  - 2013 – wyróżnienie na Festiwalu Filmów dla Dzieci w Krakowie